# Corvo-do-paraíso-de-halmaera
Ave-do-paraíso-corvina ou corvo-do-paraíso-de-halmahera (Lycocorax pyrrhopterus) é uma ave-do-paraíso semelhante a um corvo de tamanho médio. Uma das poucas aves-do-paraíso monogâmicas, este corvo-do-paraíso é endêmico das florestas das ilhas de Halmaera e Morotai, que ficam nas Molucas Setentrionais, Indonésia.
É uma espécie comum em todo seu habitat, sendo avaliado como uma espécie pouco preocupante na Lista Vermelha de Espécies Ameaçadas da IUCN. Ele está listado no Apêndice II da CITES.

## Descrição
O corvo-do-paraíso-de-halmaera é uma ave-do-paraíso de tamanho médio, atingindo um comprimento de corpo de até 42 cm, com uma plumagem escura, macia e sedosa que pode aparentar ser da cor preta, sendo na verdade de um tom marrom muito escuro. Ambos os sexos são semelhantes; a fêmea é ligeiramente menor que o macho.
A cabeça é ligeiramente marrom-escura brilhante e suas costas e manto são mais claros que a cabeça. A plumagem superior brilha ligeiramente, com um brilho azul-acinzentado mais pronunciado na pelagem. As asas são da cor castanho-canela, com a parte inferior mais clara e a superior mais escura. Tem um bico preto, olhos carmesim e um canto que lembra o latido de um cachorro.

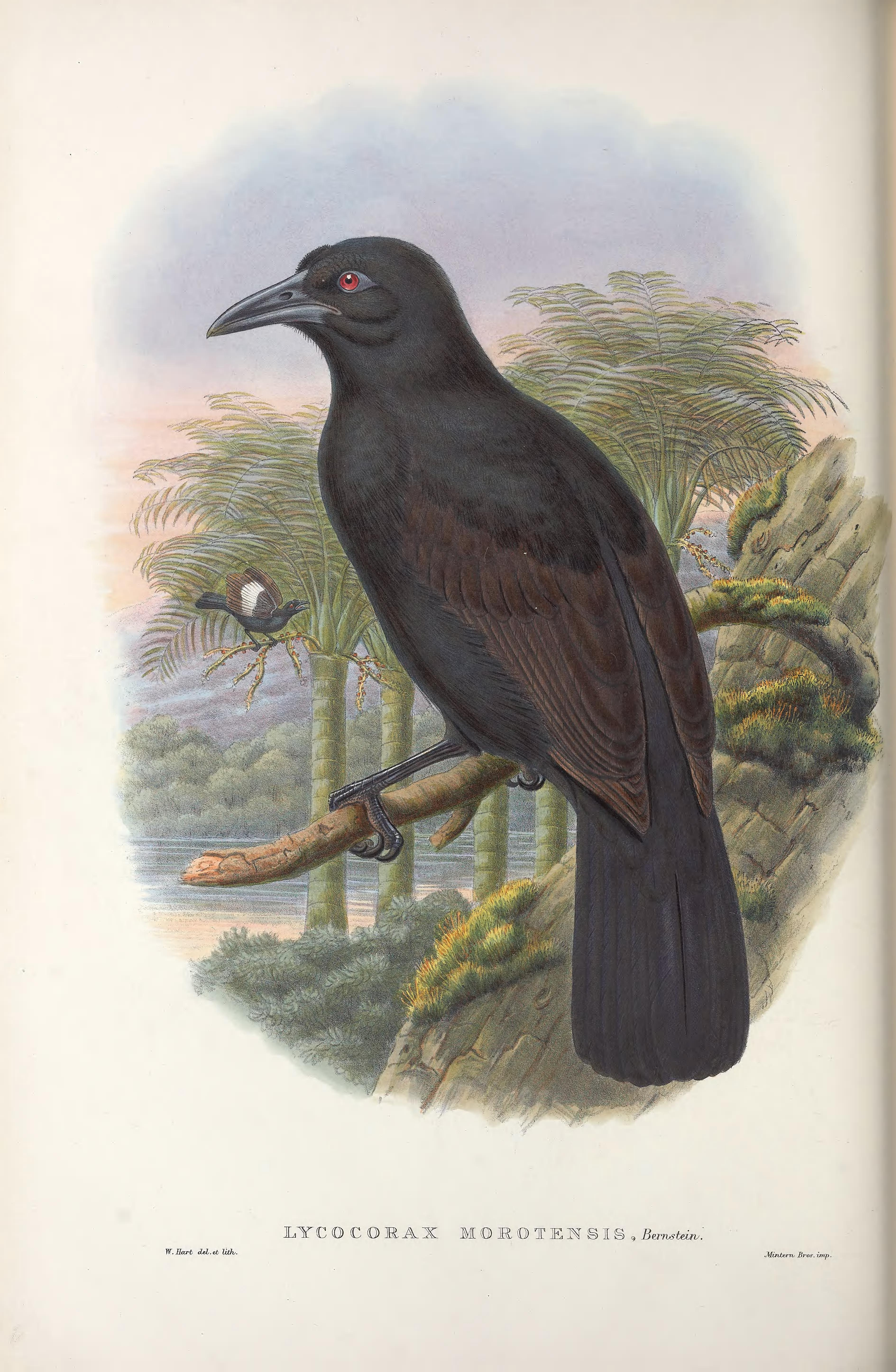
A subespécie Lycocorax pyrrhopterus morotensis por William Matthew Hart.

Pela semelhança, foi identificado originalmente como um corvo (Corvidae), sendo depois atribuído às aves do paraíso, onde é o primeiro ramo conhecido da árvore filogenética da família, datando de aproximadamente 17 milhões de anos atrás, no período Mioceno.
O nome do gênero Lycocorax deriva do grego lycos, lobo, e korax, corvo. Pyrrhopterus significa asas vermelhas, do grego pyrrhos, uma chama ou a cor vermelha, e pteros, asa.

## Distribuição e subespécies
O corvo-do-paraíso-de-halmaera ocorre nas ilhas Halmahera, Bacan (Batjan), Kasiruta, Morotai e Rau. Ele possui duas subespécies reconhecidas, cada uma ocorrendo nas seguintes regiões:
- Lycocorax pyrrhopterus pyrrhopterus - Halmahera, Kasiruta e Bacan
- Lycocorax pyrrhopterus morotensis - Morotai e Rau

Anteriormente, o corvo-do-paraíso-das-obi (Lycocorax obiensis) era tratado como uma subespécie do corvo-do-paraíso-de-halmaera. No entanto, devido à sua distinção e potencial de separação, foi finalmente separado de L. pyrrhopterus em 2016, hoje compondo uma espécie distinta.

## Ecologia e comportamento
A subespécie L. p. pyrrhopterus habita principalmente florestas, preferindo as árvores mais altas. Raramente encontrado em florestas pantanosas ou manguezais, às vezes ocorre em coqueiros e pomares. A dieta do corvo-do-paraíso-de-halmaera é composta principalmente por frutas e, em menor quantidade, de artrópodes, ambos os quais são forrageados principalmente de copa densa e folhagem média.
A reprodução do L. pyrrhopterus acontece entre os meses de dezembro a junho, com a postura dos ovos ocorrendo no mesmo período. Como os sexos são semelhantes, é provável que a espécie seja monogâmica, mas o comportamento reprodutivo é quase desconhecido. Os ninhos de L. pyrrhopterus são descritos como uma grande estrutura em forma de bacia, feita a partir de raízes e musgo, forrada com lascas macias de madeira. A ninhada parece consistir em apenas um único ovo.